# Rothenbaumchaussee

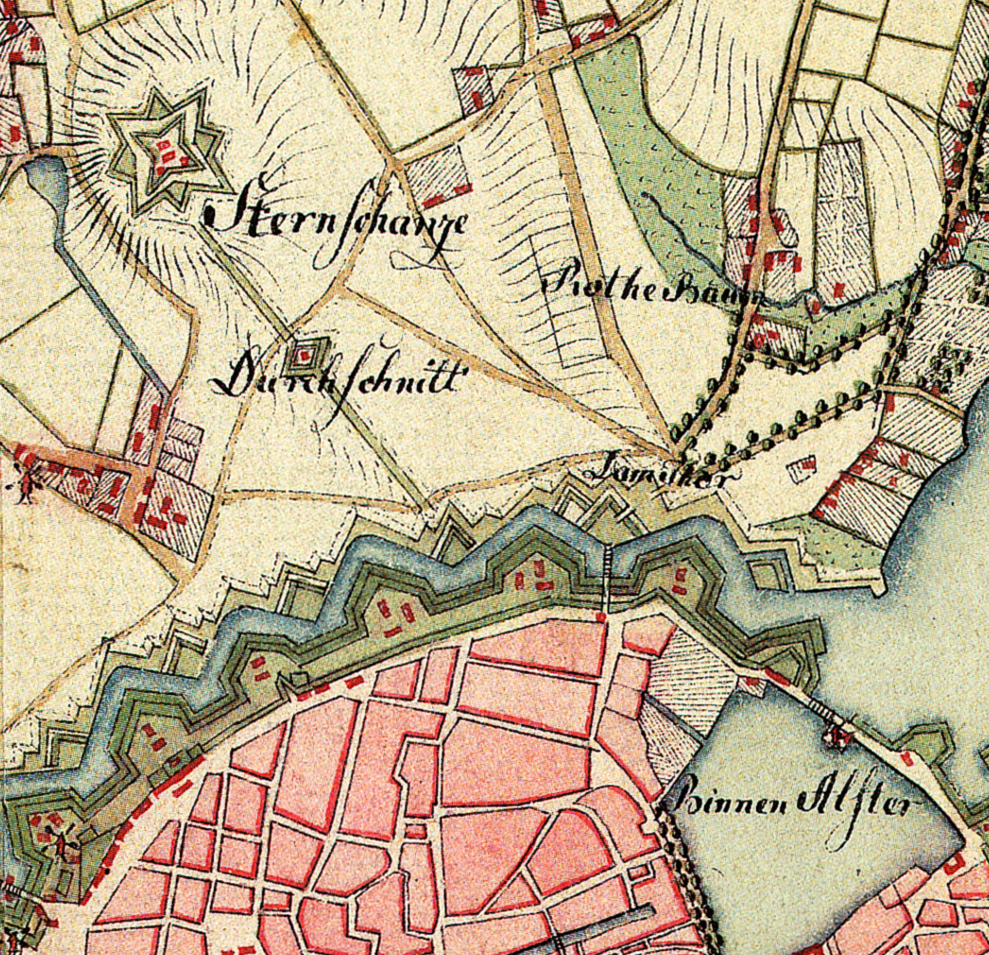
Der Rothe Baum um 1790 (rechts oben) an der Chaussee über den Hundebek

Die Rothenbaumchaussee ist eine Innerortsstraße in den Hamburger Stadtteilen Rotherbaum und Harvestehude. Sie verläuft von der Edmund-Siemers-Allee am Dammtor-Bahnhof bis zum Klosterstern und kreuzt dabei unter anderem die Hallerstraße.
Der Name Rotherbaum leitet sich ab von einem einstmals vorgelagerten Wachtposten in der Zeit der Stadtbefestigung. Der Posten lag am Ausgangspunkt der Chaussee nach Eppendorf, an einem Übergang über einen Bach namens Hundebek und soll einen roten Schlagbaum besessen haben. Bemerkenswert ist, dass der Ortsname trotz der Schreibweise in einem Wort und mit historischem th meist in gebeugter Form vorkommt („am Rothenbaum“).
An der Rothenbaumchaussee liegen von Süd nach Nord verlaufend u. a. der Moorweidenpark mit dem Zombeck-Turm, das Grand Elysée Hotel, die Fakultät für Rechtswissenschaften der Universität Hamburg, das Curiohaus, das Museum am Rothenbaum (bis 2018 Museum für Völkerkunde), der lokale Fernsehsender Hamburg 1, das Multimedia Centre Rotherbaum, der U-Bahnhof Hallerstraße, das Tennisstadion am Rothenbaum, das NDR-Funkhaus und der U-Bahnhof Klosterstern.
Unter der Rothenbaumchaussee liegt die Trasse der Linie U1 der Hamburger U-Bahn, die in der zweiten Hälfte der 1920er Jahre als schnelle Verbindung vom Norden ins Zentrum der Hamburger Innenstadt gebaut wurde. Die U-Bahn-Station Klosterstern liegt ganz im Norden der Rothenbaumchaussee am gleichnamigen Platz in zweifacher Tieflage, die Station Hallerstraße an der Kreuzung mit der Hallerstraße in einfacher Tieflage direkt östlich der Fahrbahn.
Über die Rothenbaumchaussee führte die frühere Straßenbahnlinie 18 als Alsterring, der später aufgespalten wurde. Die Linie 18 führte danach von Groß Borstel über den Eppendorfer Marktplatz, den Klosterstern und die Rothenbaumchaussee durch das Hamburger Zentrum. Sie wurde 1969 abschnittsweise durch die Buslinien 114 (Groß Borstel – Klosterstern) und 104 (UKE – Klosterstern – Bf. Dammtor) ersetzt. Außerdem wurde 1969 die Schnellbuslinie 31 von der parallelen Hochallee auf die Rothenbaumchaussee verschwenkt. Heute führt die Stadtbuslinie 114 von Groß Borstel über den Eppendorfer Marktplatz und den Klosterstern über die Rothenbaumchaussee bis zur Moorweide am Bahnhof Dammtor.